# Rijkslandbouwwinterschool (Drachten)
De Rijkslandbouwwinterschool (RLWS) is een voormalig schoolgebouw voor agrarisch onderwijs in de Friese plaats Drachten. Het oorspronkelijke, uit de jaren twintig daterende deel van het schoolgebouw is van algemeen belang vanwege de cultuurhistorische, de architectuurhistorische en de stedenbouwkundige waarde en staat daarom op de lijst van rijksmonumenten in Drachten.

## Beschrijving

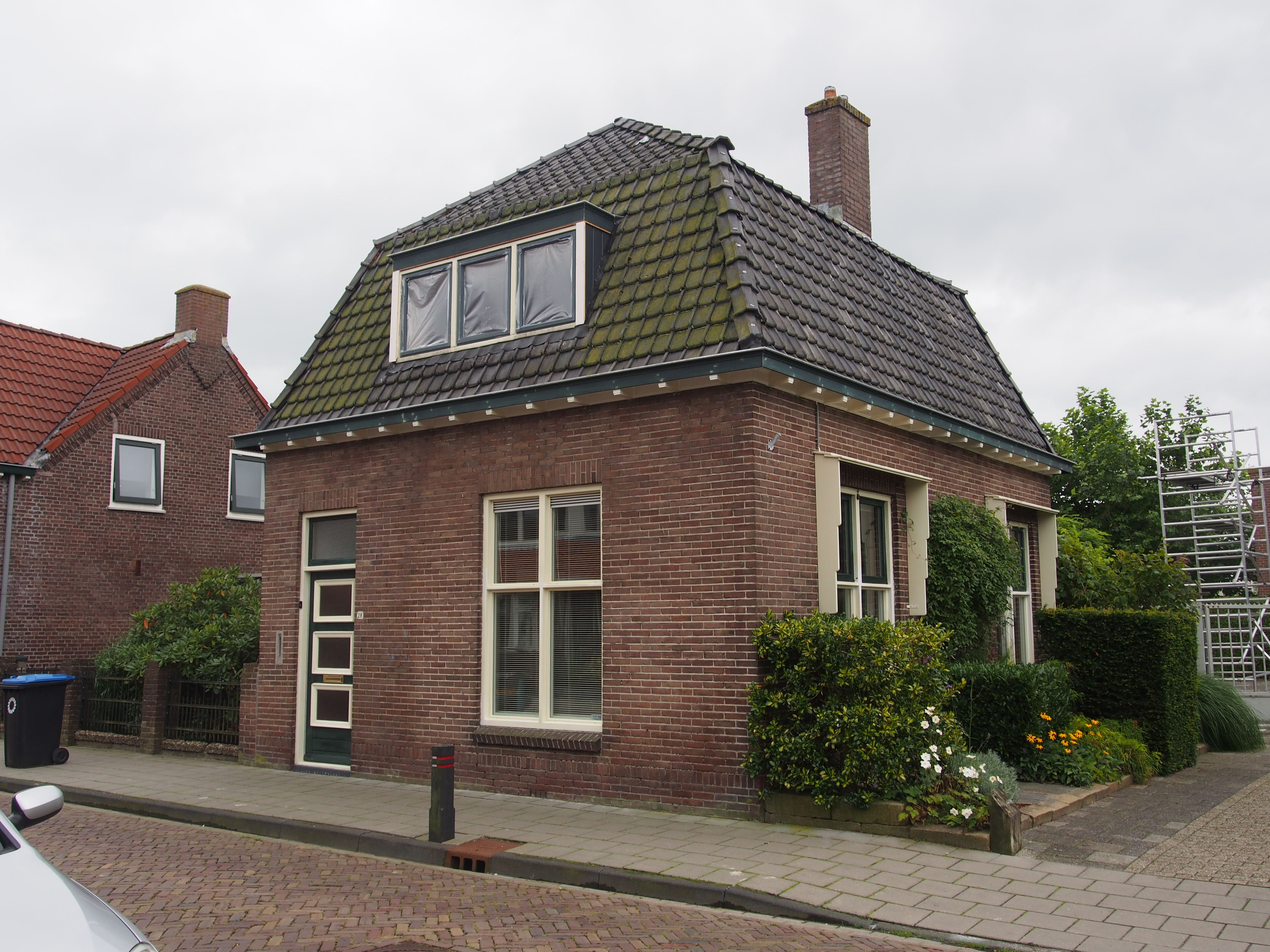
De voormalige conciërgewoning bij de Rijkslandbouwwinterschool is een gemeentelijk monument.

De Rijkslandbouwwinterschool is van 1920 tot 1922 gebouwd naar voorlopig ontwerp van R. Wibbelink. Na diens overlijden heeft gemeentearchitect Cees Rienks de Boer het ontwerp voltooid en zijn de werkzaamheden onder zijn leiding uitgevoerd door de Drachtster timmerman/aannemer Hendrik Hendriks. De bouw van de RLWS is tot stand gekomen als gevolg van een groeiende behoefte aan voorlichting en ontwikkeling op agrarisch gebied aan het begin van de twintigste eeuw. Men wilde graag een permanente onderwijsinrichting waar 's winters landbouwcursussen gegeven konden worden.

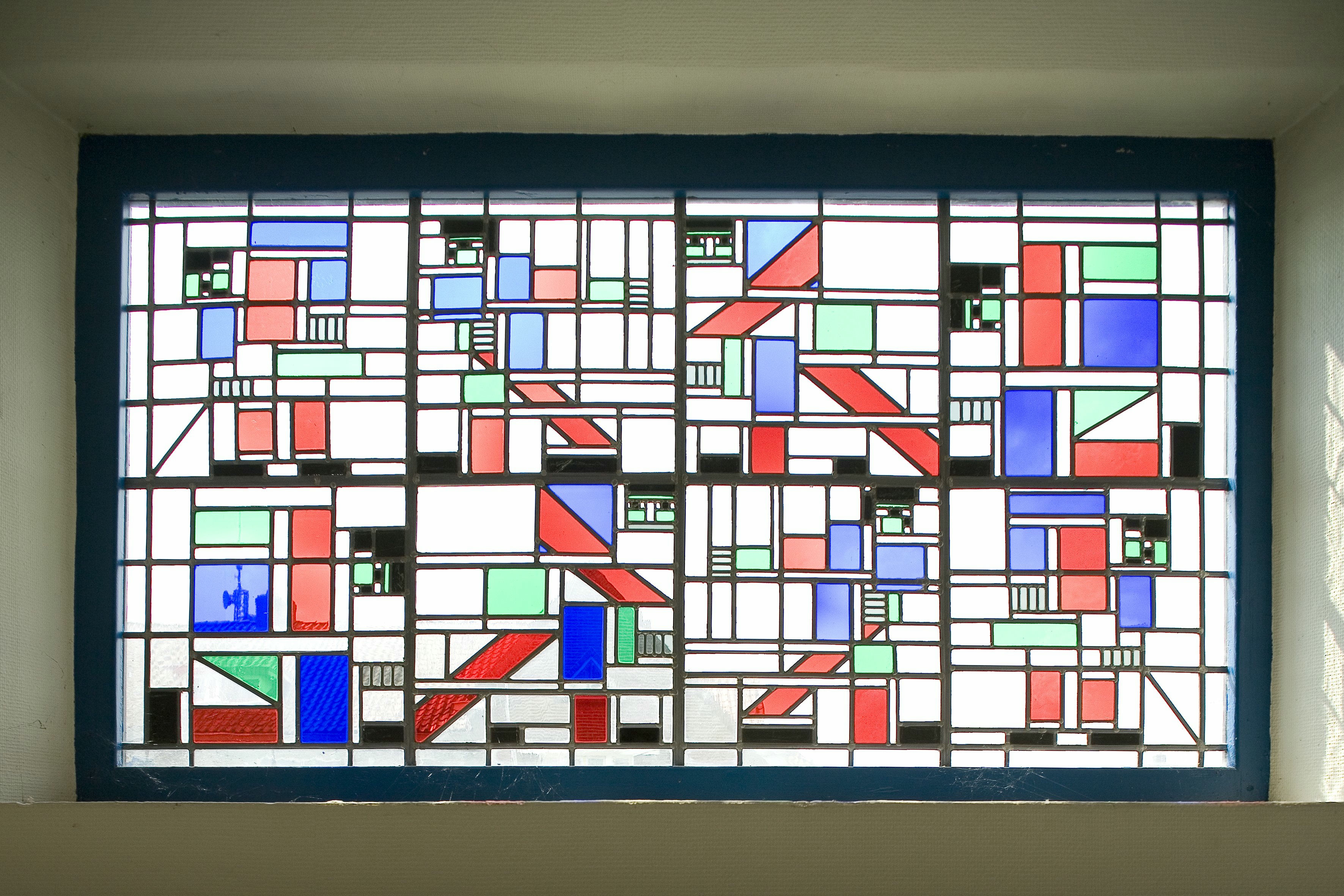
Glas-in-loodraam van Theo Van Doesburg in de voormalige Rijkslandbouwwinterschool.

De aan een kruispunt gesitueerde RLWS is gebouwd in de interbellumstijl. Het gebouw is voorzien van door Theo van Doesburg ontworpen glas-in-loodramen, die zich boven de voormalige hoofdentree aan de Torenstraat 12 ("Kleine Pastorale") en in de linker zijgevel (Houtlaan) ter plaatse van het trapportaal op de verdieping ("Grote Pastorale") bevinden. Deze glas-in-loodramen zijn na een tentoonstelling in de jaren zestig in Eindhoven per abuis gespiegeld teruggeplaatst. In 1989 zijn alle glas-in-loodramen gerestaureerd, waarbij kapotte glazen vervangen zijn. De ontwerpen van Van Doesburg tonen vier gestileerde, bijna abstracte landarbeiders: een spitter, een maaier, een zaaier en een rooier.
Tevens ontwierp Van Doesburg voor het houtwerk van het exterieur en interieur een kleurenschema met de secundaire kleuren violet, oranje en groen, waarmee hij de school wilde relateren aan de aan de overkant van de straat liggende woningen van de Papegaaienbuurt die van primaire kleuren zijn voorzien. Omdat destijds veel ophef was ontstaan over de controversiële kleuren, zijn ze niet aangebracht. De directeur van de school en de inspecteur van het landbouwonderwijs vonden dat "deze niet bevorderlijk waren voor de rust van de leerlingen en voor hun aandacht bij het onderwijs". In 1988 is alsnog het houtwerk van de school voorzien van de ooit geplande oranje-groen-violette kleurencombinatie. De school heeft in de loop der tijd diverse verbouwingen en uitbreidingen ondergaan, waarbij het hoofdvolume grotendeels intact is gebleven.
In de jaren 90 besloot AOC Friesland al het middelbaar beroepsonderwijs (niveau 3 en 4) te concentreren in Leeuwarden. Sindsdien is het schoolgebouw niet meer als zodanig in gebruik.